# Bumblebee (filme)
Bumblebee é um filme norte-americano dirigido por Travis Knight e escrito por Christina Hodson. O filme faz parte da franquia Transformers da Hasbro e se passa em 1987. O elenco é composto por Hailee Steinfeld, John Cena, Jorge Lendeborg Jr., Jason Drucker, Kenneth Choi, Gracie Dzienny, Rachel Crow e Pamela Adlon. As filmagens começaram em 31 de julho de 2017, em Los Angeles e San Francisco, Califórnia. O filme, que pela primeira vez não será dirigido por Michael Bay (embora ele ainda seja produtor) foi lançado em 25 de dezembro de 2018.
Inicialmente anunciado como prequel, após seu lançamento, alguns o identificaram como um reboot, pelo fato de alguns acontecimentos não se encaixarem na continuidade dos filmes anteriores, e tal argumento foi confirmado e oficializado pela Hasbro, após o lançamento., porém a sequência do filme, Transformers: O Despertar das Feras, acabou invalidando tal afirmação por ser tanto uma sequência de Bumblebee como uma prequência dos filmes dirigidos por Michael Bay
Ao contrário dos seus antecessores, Bumblebee também foi o primeiro filme da franquia a ser bem recebido pela crítica. Possui 90% de aprovação no Rotten Tomatoes. As críticas positivas foram direcionadas à atuação de Steinfeld e Cena, direção, roteiro efeitos visuais, e o senso de nostalgia dos anos 80. Mesmo sendo o filme de menor arrecadação da franquia, foi considerado um sucesso comercial, arrecadando mais de US$ 400 milhões, perante um orçamento de US$ 100 milhões. Uma sequência está em desenvolvimento, a ser lançada em 9 de Junho de 2023.

## Enredo
Em Cybertron, uma guerra está arrasando o planeta. As tropas Autobot estão cercadas e perderam o contato com a sua capital. As coisas mudam quando Optimus Prime e B-127 chegam à batalha. Mas um enorme exército Decepticon liderado por Shockwave, Soundwave e Starscream força os Autobots a recuar para uma torre de lançamento. Todos os Autobots fogem em cápsulas de fuga para se encontrar com seus companheiros espalhados pela galáxia. No entanto, Optimus dá uma missão especial ao B-127: Viajar para um planeta escondido chamado Terra, para estabelecer uma base para os outros e esperar sua chegada. Os Seekers conseguem destruir a torre de lançamento, mas todos os Autobots já haviam partido, exceto Optimus, que ficou para atrasar os seus inimigos.
Em 1987, durante um treinamento militar comandado pelo Agente Burns, ele e sua equipe são atacados por um asteroide. O meteorito na verdade é B-127, que escaneia um Jeep e foge enquanto os militares o perseguem até uma mina. Após ser cercado pelos soldados, B-127 explica que não quer machucar ninguém. De repente, um jato aparece e ataca os militares, se revelando ser o Decepticon Blitzwing.
Os dois robôs lutam um contra o outro. Durante a luta Blitzwing força o Autobot a dizer onde os seus companheiros estão escondidos, o que ele se nega a dizer, levando o Decepticon a arrancar sua caixa de voz. B-127 é jogado de um penhasco e tem declarada a pena de morte pelo Decepticon. Aproveitando um momento de distração de Blitzwing, o Autobot arranca um míssil de seu braço e enfia-o no peito do Decepticon que fica atordoado, dando a oportunidade de B-127 explodir o míssil e destruir Blitzwing. Muito ferido, o Autobot se arrasta a um lago próximo. B-127 escaneia um Fusca antes de ser auto desativado e consequentemente, danificando seriamente sua memória.
Na pequena cidade californiana de Bringhton Falls, vive uma adolescente chamada Charlie Watson, prestes a completar 18 anos. Tendo o seu pai falecido recentemente, ela vive com sua mãe, Sally, seu padrasto, Ron e seu irmão mais novo Otis. De presente de aniversário ela queria um carro, mas com o pouco dinheiro da família ela tem que trabalhar pra conseguir dinheiro. No ferro-velho de seu tio, Hank, ela encontra um Fusca e liga o seu rádio, que começa a transmitir um sinal de socorro para fora do planeta.
Em uma das luas de Saturno, os Decepticons Shatter e Dropkick torturam cruelmente Cliffjumper, tenente da resistência Autobot, para obriga-lo a dizer onde Optimus Prime está. Em um momento ele recebe um sinal de socorro do B-127 que é interceptado pelos Decepticons que localizam a fonte do sinal, mas antes de viajarem para a Terra, Dropkick rasga Cliffjumper no meio.
Charlie compra o Fusca que mais tarde se transforma em robô revelando sua identidade para a garota. B-127 está com amnésia e não se lembra de nada sobre a guerra de Cybertron e de seu objetivo. Charlie o conserta e o nomeia de Bumblebee (palavra que em inglês significa abelhão ou mamangaba). Enquanto isso os Decepticons chegam a Terra em busca do Autobot. Mentindo para o Setor 7 sobre serem "a patrulha de paz Decepticon procurando um criminoso perigoso do seu mundo", eles conseguem a ajuda da força militar e acesso à rede mundial de satélites para rastrear Bumblebee.
Bumblebee e Charlie começam uma forte relação de amizade , mas o adolescente Memo que é apaixonado por Charlie descobre sobre o robô escondido. Alguns dias depois, dia Bumblebee, acidentalmente, acabava enviando um sinal para os Decepticons e ao Setor 7, que acabam capturando o Autobot e Charlie é atordoada e levada para casa onde o Agente Burns engana a família da garota, dizendo que ela roubou uma coisa do governo.
Em um galpão Shatter e Dropkick interrogam Bumblebee e acabam descobrindo uma mensagem holográfica, dentro de Bumblebee, que mostra Optimus avisando que os Autobots estavam indo para a Terra; enquanto Charlie e Memo vão ao resgate do Autobot.
O Dr. Powell, que estava ouvindo o interrogatório, descobre a verdadeira missão dos Decepticons e tenta avisar os outros, mas é morto por Dropckick. Ele e Shatter apagam Bumblebee e se preparam para transmitir um sinal aos Decepticons em Cybertron para vir a Terra e destruir não apenas a Resistência Autobot, mas o planeta todo.
Charlie e Meno revivem Bumblebee mais são atacados pelos agentes, que ainda acham que o Autobot é um perigoso criminoso. Bumblebee os derrota e, após recuperar suas memórias, vai impedir os Decepticons de enviar o sinal. Bumblebee luta contra Dropkick, numa doca seca, enquanto Charlie vai interromper o sinal. O Autobot destrói Dropkick usando uma corrente de âncora e Charlie interrompe o sinal. Ambos são atacados por Shatter, mas Bumblebee atira na represa que separa a doca seca da água do porto. A água faz um navio entrar na doca esmagando e destruindo Shatter. Bumblebee fica preso na agua mais é salvo por Charlie que mergulha e ajuda o robô a sair.
Agora que Bumblebee recuperou suas memórias ele precisa se encontrar com os outros Autobots. Charlie diz a Bumblebee que não pode ir com ele. Eles se despedem, Bumblebee escaneia um novo modo alternativo, se transformando em um Chevrolet Camaro 1977 e segue junto com Optimus Prime pela Ponte Golden Gate.
Durante uma cena nos créditos, Charlie conserta o carro do falecido pai e segue seu rumo.
Em uma outra cena durante os créditos, Optimus agradece B-127 por proteger o planeta, que afirma agora se chamar Bumblebee, enquanto observam outros Autobots chegando à Terra.

## Elenco
- Hailee Steinfeld como Charlie Watson
- John Cena como Jack Burns
- Jorge Lendeborg Jr. como Memo
- John Ortiz como Dr. Powell
- Jason Drucker como Otis Watson
- Pamela Adlon como Sally Watson
- Rory Markham como Jake Adams
- Rachel Crow como Celia
- Abby Quinn como Alice
- Gracie Dzienny como Tina
- Ricardo Hoyos como Trip
- Kenneth Choi como Ken
- Stephen Schneider como Ron
- Len Cariou como Hank

## Dublagem brasileira
- Estúdio de dublagem: Delart[10]

## Transformers

### Autobots
Bumblebee/B-127 (Dylan O'Brien): Um guerreiro Autobot que conhece Charlie Watson. Se transforma em um veículo cybertroniano amarelo e preto, em um Jeep Willys amarelo, em um Volkswagen Fusca amarelo e em um Chevrolet Camaro 1977 amarelo.
Optimus Prime (Peter Cullen): Líder dos Autobots na guerra de Cybertron. Se transforma em um veículo cybertroniano e na Terra em um caminhão Freightliner 1987 FLA semi truck vermelho com um trailer. Se assemelha à sua versão clássica da Geração 1.
Wheeljack (Steven Blum): Cientista Autobot. Aparece na guerra em Cybertron, transforma-se em um veículo cybertroniano verde e branco. Se assemelha à sua versão clássica da Geração 1.
Cliffjumper (Andrew Morgado): Autobot parecido com Bumblebee, mas vermelho. Aparece na guerra em Cybertron, se transforma em um veículo cybertroniano vermelho. É morto por Dropkick em uma das luas de Saturno.
Arcee (Grey Griffin): Autobot feminina. Aparece na guerra em Cybertron, se transforma em um veículo cybertroniano branco e rosa. Se assemelha à sua versão clássica da Geração 1.
Brawn (Kirk Baily): Guerreiro Autobot verde e amarelo. Aparece na guerra em Cybertron, se transforma em um veículo cybertroniano verde e amarelo. Se assemelha à sua versão clássica da Geração 1. É ferido na batalha, mas sobrevive.
Ratchet (Dennis Singletary): Médico Autobot branco. Aparece na guerra em Cybertron, se transforma em um veículo cybertroniano branco e vermelho. Se assemelha à sua versão clássica da Geração 1.
Ironhide: Guerreiro Autobot vermelho. Aparece na guerra em Cybertron, se transforma em um veículo cybertroniano vermelho. Se assemelha à sua versão clássica da Geração 1.

### Decepticons
Shatter (Angela Bassett): Uma Caçadora de Autobots e companheira de Dropkick. Se transforma em um veículo cybertroniano vermelho, e ao chegar na Terra em um Plymouth Satellite GTX vermelho ao mesmo tempo de um caça Harrier. Tem uma aparência semelhante aos robôs de O Exterminador do Futuro. É esmagada por um navio.
Dropkick (Justin Theroux): Um Caçador de Autobots e companheiro de Shatter. Se transforma em veículo cybertroniano azul, e ao chegar na Terra em um AMC Javelin azul ao mesmo tempo de um helicóptero Bell H1 SuperCobra. É morto por Bumblebee.
Blitzwing (David Sobolov): Um dos maiores inimigos de Bumblebee. Se transforma em um caça F-4 Phantom II prateado e vermelho. Foi responsável por tirar a caixa de voz de Bumblebee. É morto por Bumblebee.
Soundwave (Jon Bailey): O oficial de comunicações dos Decepticons. Aparece em sua versão clássica da série Transformers G1. Se transforma em uma nave cybertroniana azul.
Shockwave (Jon Bailey): Comandante das equipes militares dos Decepticons, se transforma em uma arma laser. Faz muita referência a sua versão clássica.
Ravage: Um lacaio, "animal de estimação" e espião de Soundwave que fica guardado em seu peito. Se assemelha a uma pantera negra.
Starscream: Líder dos Seekers. Se transforma em um jato cybertroniano vermelho, branco e azul. Assim como seus companheiros Seekers é parecido com sua forma G1.
Acid Storm: Um dos Seekers. Se transforma em um jato cybertroniano verde. É liderado por Shockwave, Soundwave e Starscream.
Thundercracker: Outro Seeker. Se transforma em um jato cybertroniano azul. É liderado por Shockwave, Soundwave e Starscream.
Ramjet: Outro Seeker. Se transforma em um jato cybertroniano preto. É liderado por Shockwave, Soundwave e Starscream.
Skywarp: Outro Seeker. Se transforma em um jato cybertroniano vermelho. É liderado por Shockwave, Soundwave e Starscream.
Hordas Seeker: Milhares de Decepticons  Seekers sem nome que lutam em Cybertron. Diversos são mortos pelos Autobots.

## Produção
Em 12 de fevereiro de 2016 foi anunciado que o sexto filme da série Transformers. Transformers 6 seria lançado em 8 de junho de 2018, enquanto mais tarde foi revelado que o filme seria um spin-off sem título, com Bumblebee. Em 11 de novembro de 2016, a Deadline informou que a Paramount Pictures estava avançando com o projeto, revelando que Christina Hodson havia escrito o roteiro para o spin-off, e ela era uma das escritoras contratadas pela Paramount e Michael Bay para  "sala de escritores". Em 2 de março de 2017, o Deadline informou que Travis Knight foi contratado para dirigir o filme. Em maio de 2017, foi revelado que a história do filme seria ambientada nos anos 80, e que teria menos robôs. No mesmo mês, foi anunciado que seria intitulado como Transformers Universe: Bumblebee. Em junho de 2018, porém, após o lançamento do primeiro trailer do spin-off, o filme foi apresentado apenas com o nome Bumblebee.

### Escolha de elenco
Em maio de 2017, foi relatado que Hailee Steinfeld estava em negociações para a protagonista feminina no filme, e ela confirmou seu envolvimento no final de junho. Em 11 de julho de 2017, Jorge Lendeborg Jr. se juntou ao elenco como o protagonista masculino principal. Em 12 de julho de 2017, o The Tracking Board confirmou que Rachel Crow havia sido escalada para o filme. Em 13 de julho de 2017, o resto do elenco principal do filme foi confirmado, incluindo Jason Drucker, Abby Quinn, Ricardo Hoyos e Gracie Dzienny. Em 22 de julho de 2017, foi relatado que Pamela Adlon havia sido escolhido para interpretar a mãe de Steinfeld. Em 31 de julho de 2017, o filme adicionou John Cena ao elenco principal, juntamente com Kenneth Choi e Stephen Schneider no elenco de apoio.
Em 2 de outubro de 2017, durante uma entrevista em promoção para o lançamento em casa de Transformers: The Last Knight, o ator Peter Cullen revelou que ele estará no filme.
Em 11 de dezembro de 2017, foi revelado que o ator Martin Short se juntou ao trabalho de voz do filme.
Em 31 de maio de 2018, o dublador Jess Harnell revela que ele estará reprisando Barricade de The Last Knight e o filme de 2007.

### Filmagens
A fotografia principal do filme começou em 31 de julho de 2017, em Los Angeles e San Francisco, Califórnia, e estava programada para terminar em 16 de novembro de 2017, sob o título de trabalho Brighton Falls. As filmagens foram concluídas 6 dias antes do previsto em 10 de novembro de 2017.
Mais tarde, em novembro de 2017, foi revelado que o filme mudou seu título para Bumblebee: The Movie, além de ter encerrado as filmagens.

### Música
Dario Marianelli está definido para fornecer a trilha sonora do filme. Fazendo isso pela primeira vez Steve Jablonsky não marcou um dos filmes da franquia.

## Lançamento
Bumblebee estreou nos cinemas estadunidenses em 21 de dezembro de 2018, enquanto em Portugal, a estreia foi em 20 de dezembro de 2018 e, no Brasil, em 25 de dezembro de 2018.